# Карагезян, Андроник Арутюнович
Андроник Арутюнович Карагезян (17 декабря 1974, Гулькевичи, Краснодарский край, РСФСР, СССР) — российский футболист, вратарь.

## Клубная карьера
Родом из города Гулькевичи Краснодарского края, там и поступил в футбольную школу «Кубань». Позднее получил из донецкого «Металлург-2 (Донецк)», выступал за второй состав клуба, после чего в 1998 году оказался в высшем дивизионе Молдавии, играл за «Рому» из города Бельцы. Возвратившись в Россию, играл за коллективы второго дивизиона - «Спартак» из Анапы и «Славянск». А в начале 2002 года Олег Долматов пригласил в «Кубань», также ему его хотели видеть в «Пюнике», куда он и отправился из-за высокой вратарской конкуренции в Краснодаре. С 2004 по 2007 годы играл за «Рязань». В 2008 году выступал за «Луховицы». В 2009 году играл за «Таганрог». После окончания спортивной карьеры работает тренером в ДЮСШ Лабинска.